# Grand Prix Brazílie 1984
Grand Prix Brazílie 1984 (13° Grande Premio do Brasil ), úvodní závod 35. ročníku mistrovství světa jezdců Formule 1 a 27. ročníku poháru konstruktérů, historicky již 389. grand prix, se již tradičně odehrál na okruhu v Jacarepagua ve městě Rio de Janero. Na trati dlouhé 5,031 km absolvovali jezdci 61 okruhů, což celkově představuje 306,891 km.

## Průběh závodu
Nová pravidla omezovala objem nádrže na 220 litrů bez možnosti tankovat během závodu. Také spousta jezdců změnilo působiště, mezi ty nejzajímavější přestupy patřil odchod Riccarda Patrese z týmu Brabham do stáje Alfa Romeo, která získala i nového sponzora, firmu Benetton a Eddiho Cheevera z Renaultu. Renault, který v roce 1983 nedokázal potvrdit roli favorita, ztratil i Alaina Prosta, který zamířil k McLarenu, kde nahradil Johna Watsona. Renault tak angažoval Patricka Tambaye od Ferrariho a Dereka Warwicka z Tolemanu. Staj Tyrrell byla v situaci, kdy musela hledat dva nové piloty, Michele Alboreto získal místo u Ferrari a Danny Sullivan se vrátil do Spojených států, nakonec se rozhodla pro dva mladíky Martina Brundleho a Stefana Bellofa.Ve stejné situaci se ocitla i stáj Toleman, Teo Fabi dostal nabídku od Brabhamu a do týmu přišel Johnny Cecotto z týmu Theodore a mladíka Ayrtona Sennu. Tým získal i nové sponzory, Magirus and Segafredo.
První pole positions sezóny a druhé ve své kariéře získal talentovaný Říman Elio de Angelis na voze Lotus. Start se ale nejlépe povedl jeho krajanovi Michele Alboretovi, který se tak ujal vedení, zatímco Lauda a Warwick mírně kolidovali a Nelson Piquet měl problém s motorem.
Již se zdálo že Michele Alboreto jedoucí v čele rozhodl o závodě, když z jeho vozu unikla brzdová kapalina a v 11. kole tak přišel o vedení a ve 14. odstoupil definitivně. Vedení převzal Niki Lauda, Nelson Piquet prokázal, že jeho Brabham je nejrychlejším monopostem v poli, když se probojoval na 7. pozici. Také Laudovi nebylo dáno, aby viděl šachovnicový praporek, ve 38. kole ho zradila elektronika. Na čele se mihl Prost, ale vzápětí pozici přenechal Warwickovi , protože musel zamířit do boxu. Deset kol před cílem zradila technika i Warwicka a tak se do čela vrátil Prost a vedení udržel až do cíle. Jako další projeli cílem Rosberg (Williams-Honda) , De Angelis , Cheever (Alfa Romeo) , Brundle (Tyrrell-Ford) a Tambay (Renault ).

## Výsledky
- 25. březen 1984
- Okruh Jacarepagua
- 61 kol × 5,031 km = 306,891 km
- 389. Grand Prix
- 10. vítězství Alaina Prosta
- 31. vítězství pro McLaren
- 36. vítězství pro Francii
- 17. vítězství pro vůz se startovním číslem 7

| Pozice | Jezdec               | Vůz             | Čas           | Body | Nej. kolo      |
| ------ | -------------------- | --------------- | ------------- | ---- | -------------- |
| 1      | Alain Prost          | McLaren MP4/2   | 1:42'34.492   | 9    | 1'36.499       |
| 2      | Keke Rosberg         | Williams FW09   | á 0:40,514    | 6    | 1'38.506 (6.)  |
| 3      | Elio de Angelis      | Lotus 95T       | á 0:59,128    | 4    | 1'38.180 (4.)  |
| 4      | Eddie Cheever        | Alfa Romeo 184T | á 1 kolo      | 3    | 1'39.125 (9.)  |
| DSQ    | Martin Brundle §     | Tyrrell 012     | á 1 kolo      |      | 1'40.804       |
| 5      | Patrick Tambay       | Renault RE50    | á 2 kola      | 2    | 1'37.211       |
| 6      | Thierry Boutsen      | Arrows A6       | á 2 kola      | 1    | 1'43.247 (19.) |
| 7      | Marc Surer           | Arrows A6       | á 2 kola      |      | 1'43.960 (21.) |
| 8      | Jonathan Palmer      | RAM 01          | á 3 kola      |      | 1'45.637 (23.) |
| Kolo   | Odstoupili           | -               | Důvod         | Body | Nej. kolo      |
| 51     | Derek Warwick        | Renault RE50    | Přední křídlo |      | 1'36.556       |
| 42     | Andrea de Cesaris    | Ligier JS23     | Převodovka    |      | 1'40.673 (14.) |
| 32     | Riccardo Patrese     | Alfa Romeo 184T | Převodovka    |      | 1'39.919 (10.) |
| 38     | Niki Lauda           | McLaren MP4/2   | Elektronika   |      | 1'38.389 (5.)  |
| 35     | Nigel Mansell        | Lotus 95T       | Nehoda        |      | 1'38.796 (8.)  |
| 32     | Nelson Piquet        | Brabham BT53    | Motor         |      | 1'40.003 (12.) |
| 32     | Teo Fabi             | Brabham BT53    | Turbo         |      | 1'39.953 (11.) |
| 30     | René Arnoux          | Ferrari 126C4   | Baterie       |      | 1'40.273 (13.) |
| 28     | Piercarlo Ghinzani   | Osella FA1F     | Převodovka    |      | 1'43.878 (20.) |
| 25     | François Hesnault    | Ligier JS23     | Přehřátí      |      | 1'42.998 (18.) |
| 24     | Philippe Alliot      | RAM 02          | Baterie       |      | 1'44.934 (22.) |
| 18     | Johnny Cecotto       | Toleman TG183B  | Turbo         |      | 1'42.880 (17.) |
| 15     | Jacques Laffite      | Williams FW09   | Elektronika   |      | 1'41.096 (15.) |
| 14     | Michele Alboreto     | Ferrari 126C4   | Brzdy         |      | 1'38.530 (7.)  |
| 12     | Mauro Baldi          | Spirit 101B     | Vstřikování   |      | 1'46.380 (24.) |
| 11     | Stefan Bellof §      | Tyrrell 012     | DSQ           |      | 1'41.676       |
| 8      | Ayrton Senna         | Toleman TG183B  | Turbo         |      | 1'42.286 (16.) |
| 0      | Manfred Winkelhock † | ATS D7          | DSQ           |      |                |

- † Manfred Winkelhock diskvalifikován za přijetí cizí pomoci během kvalifikace.
- § 18. července 1984 byla stáj Tyrrell diskvalifikována ze všech závodů sezony za nepovolené používání směsi paliva.

## Nejrychlejší kolo
Alain Prost – McLaren – 1:36.499
- 9. nejrychlejší kolo Alain Prost
- 38. nejrychlejší kolo pro McLaren
- 46. nejrychlejší kolo pro Francii
- 24. nejrychlejší kolo pro vůz se startovním číslem 7

## Vedení v závodě
| Kola         | km         | Jezdec           | %   |
| ------------ | ---------- | ---------------- | --- |
| 1.–11. kolo  | 55,341 km  | Michele Alboreto | 18% |
| 12.–37. kolo | 130.806 km | Niki Lauda       | 42% |
| 38. kolo     | 5,031 km   | Alain Prost      | 2%  |
| 39.–50. kolo | 60,372 km  | Derek Warwick    | 20% |
| 51.–61. kolo | 55,341 km  | Alain Prost      | 18% |

| Alboreto | Lauda |  | Warwick | Prost |
| -------- | ----- |  | ------- | ----- |

## Postavení na startu
Elio de Angelis – Lotus 95T – 1'28.392
- 2. Pole position Jacquese Villeneuvea
- 89. Pole position pro Lotus
- 28. Pole position pro Itálii
- 21. Pole position pro vůz se startovním číslem 11

- Modře – startoval z boxů

|                                                    |  | _______1_______ Elio de Angelis Lotus 1'28.392        |
| _______2_______ Michele Alboreto Ferrari 1'28.898  |  |                                                       |
|                                                    |  | _______3_______ Derek Warwick Renault 1'29.025        |
| _______4_______ Alain Prost McLaren 1'29.330       |  |                                                       |
|                                                    |  | _______5_______ Nigel Mansell Lotus 1'29.364          |
| _______6_______ Niki Lauda McLaren 1'29.854        |  |                                                       |
|                                                    |  | _______7_______ Nelson Piquet Brabham 1'30.149        |
| _______8_______ Patrick Tambay Renault 1'30.554    |  |                                                       |
|                                                    |  | _______9_______ Keke Rosberg Williams 1'30.611        |
| _______10_______ René Arnoux Ferrari 1'30.695      |  |                                                       |
|                                                    |  | _______11_______ Riccardo Patrese Alfa Romeo 1'30.973 |
| _______12_______ Eddie Cheever Alfa Romeo 1'31.282 |  |                                                       |
|                                                    |  | _______13_______ Jacques Laffite Williams 1'31.548    |
| _______14_______ Andrea de Cesaris Ligier 1'32.895 |  |                                                       |
|                                                    |  | _______15_______ Teo Fabi Brabham 1'33.227            |
| _______16_______ Ayrton Senna Toleman 1'33.525     |  |                                                       |
|                                                    |  | _______17_______ Johnny Cecotto Toleman 1'35.300      |
| _______18_______ Martin Brundle Tyrrell 1'36.081   |  |                                                       |
|                                                    |  | _______19_______ François Hesnault Ligier 1'36.238    |
| _______20_______ Thierry Boutsen Arrows 1'36.312   |  |                                                       |
|                                                    |  | _______21_______ Piercarlo Ghinzani Osella 1'36.434   |
| _______22_______ Stefan Bellof Tyrrell 1'36.609    |  |                                                       |
|                                                    |  | _______23_______ Mauro Baldi Spirit 1'36.816          |
| _______24_______ Marc Surer Arrows 1'37.204        |  |                                                       |
|                                                    |  | _______25_______ Philippe Alliot RAM 1'37.709         |
| _______26_______ Jonathan Palmer RAM 1'37.919      |  |                                                       |

## Zajímavosti
- V závodě debutovali Ayrton Senna, François Hesnault, Martin Brundle, Philippe Alliot a Stefan Bellof.
- Poprvé jsme viděli modely ATS D7, Alfa Romeo 184T, Brabham BT53, Ferrari 126C4, Ligier JS23, Lotus 95T, McLaren MP4/2, Osella FA1F, RAM 02, Renault RE50 a Spirit 101.

| Pole position   | Vítězství     | Nej. kolo     |
| Itálie          | Francie       | Francie       |
| Elio de Angelis | Alain Prost   | Alain Prost   |
| Lotus 95T       | McLaren MP4/2 | McLaren MP4/2 |
| 1'28.392        | 1:42'34.492   | 1'36.499      |
| 204,901 km/h    | 179,512 km/h  | 187,687 km/h  |
| --------------- | ------------- | ------------- |

### Stav MS
- GP – body získané v této Grand Prix

| * | Jezdec          | Body | GP | * | Vůz        | Body | GP | * | Stát    | Body | GP |
| - | --------------- | ---- | -- | - | ---------- | ---- | -- | - | ------- | ---- | -- |
| 1 | Alain Prost     | 9    | 9  | 1 | McLaren    | 9    | 9  | 1 | Francie | 11   | 11 |
| 2 | Keke Rosberg    | 6    | 6  | 2 | Williams   | 6    | 6  | 2 | Finsko  | 6    | 6  |
| 3 | Elio de Angelis | 4    | 4  | 3 | Lotus      | 4    | 4  | 3 | Itálie  | 4    | 4  |
| 4 | Eddie Cheever   | 3    | 3  | 4 | Alfa Romeo | 3    | 3  | 4 | USA     | 3    | 3  |
| 5 | Patrick Tambay  | 2    | 2  | 5 | Renault    | 2    | 2  | 5 | Belgie  | 1    | 1  |
| 6 | Thierry Boutsen | 1    | 1  | 6 | Arrows     | 1    | 1  |   |         |      |    |